# Altaidy

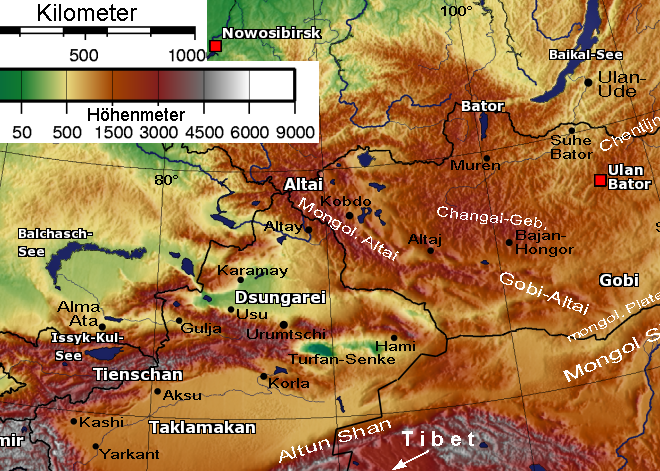
Mapa oblasti altaid

Altaidy jsou pohoří vzniklá za altajských horotvorných pochodů v období mladších prvohor.
Mezi tato pohoří patří např.:
- Altaj
- Kchun-lun
- Tarbagataj
- Ťan-šan